# Trzęsienie ziemi w San Juan (1977)
Trzęsienie ziemi w San Juan – trzęsienie ziemi, które nawiedziło argentyńską prowincję San Juan dnia 23 listopada 1977 roku o godzinie 9:26:23. Trzęsienie osiągnęło siłę 7,4 stopni w skali Richtera oraz 9 stopni w skali Mercallego. Do wstrząsów doszło na głębokości 17 km.
Trzęsienie ziemi spowodowało poważne zniszczenia budynków w całej prowincji, szczególnie w mieście Caucete, w którym zginęło 65 osób. Niewielkie szkody zostały również odnotowane w regionie miasta Mendoza.